# オスカー・デラクルーズ
オスカー・エドゥアルド・デラクルーズ（Oscar Eduardo De La Cruz, 1995年3月4日 - ）は、ドミニカ共和国ラ・ロマーナ州ラ・ロマーナ出身のプロ野球選手（投手）。右投右打。アメリカ独立リーグ・アトランティックリーグのランカスター・バーンストーマーズ所属。

## 経歴

### カブス傘下時代
2012年にシカゴ・カブスと契約してプロ入り。
2013年、傘下のルーキー級ドミニカン・サマーリーグ・カブスでプロデビュー。4試合（先発1試合）に登板して1勝0敗、防御率6.55、12奪三振を記録した。
2014年もルーキー級ドミニカン・サマーリーグ・カブスでプレーし、14試合に先発登板して8勝1敗、防御率1.80、64奪三振を記録した。
2015年にアメリカ本土へ渡り、A-級ユージーン・エメラルズでプレー。13試合に先発登板して6勝3敗、防御率2.84、73奪三振を記録した。
2016年はルーキー級アリゾナリーグ・カブス、A-級ユージーン、A級サウスベンド・カブスでプレーし、3球団合計で9試合に先発登板して1勝3敗、防御率3.00、51奪三振を記録した。
2017年はルーキー級アリゾナリーグ・カブスとA+級マートルビーチ・ペリカンズでプレーし、2球団合計で13試合（先発12試合）に登板して4勝3敗、防御率3.34、48奪三振を記録した。オフの11月20日にルール・ファイブ・ドラフトでの流出を防ぐために40人枠入りした。
2018年は開幕からAA級テネシー・スモーキーズでプレー。16試合に先発登板して6勝7敗、防御率5.24、73奪三振を記録していたが、7月6日にフロセミドによる薬物規定違反で80試合の出場停止の処分が科せられた。
2019年7月31日にDFAとなり、8月3日にマイナー契約となった。
2020年5月28日に自由契約となった。

### メッツ傘下時代
2020年11月4日にニューヨーク・メッツとマイナー契約を結び、2021年のスプリングトレーニングに招待選手として参加することになった。
2021年はAAA級シラキュース・メッツに初昇格したが、4試合に登板して1勝1敗、防御率18.90と結果を残せず、AA級ビンガムトン・ランブルポニーズに降格。ここでも16試合に登板して1勝5敗、防御率7.24に終わり、オフの11月7日にFAとなった。

### 独立リーグ時代
2022年3月23日にアトランティックリーグのランカスター・バーンストーマーズと契約した。